# Kamdesh
Kamdesh é um distrito da província de Nurestan, no Afeganistão.